# Abdul Razak (voetballer)
Abdul Razak (Abidjan, 11 november 1992) is een Ivoriaanse voetbalspeler die als middenvelder speelt.
In de jeugd speelde hij voor ASEC Mimosas en Crystal Palace. Vanaf 2010 stond hij onder contract bij Manchester City en in 2011 werd hij uitgeleend aan Portsmouth en Brighton & Hove Albion. Hij speelt met rugnummer 62. Op de slotdag van de transfermarkt 2013 vertrok hij naar Anzji Machatsjkala. Daar speelde hij tot begin 2014 in 7 wedstrijden. Vervolgens stond hij kort onder contract bij West Ham United maar kwam niet in actie. In het seizoen 2014/15 speelde Razak in Griekenland voor OFI Kreta. In januari 2015 ging hij naar Doncaster Rovers FC. Nadat hij een half jaar geen club had, ging Razak begin 2016 voor AFC United in Zweden spelen. In 2017 werd hij door IFK Göteborg gecontracteerd en later dat jaar verhuurd aan AFC Eskilstuna. In februari 2018 ging hij naar IK Sirius. In februari 2020 ging Razak naar Örgryte IS.

## Clubstatistieken
| Seizoen | Club                     | Land        | Competitie     | Wed. | Doelp. |
| ------- | ------------------------ | ----------- | -------------- | ---- | ------ |
| 2010/11 | Manchester City          | Engeland    | Premier League | 1    | 0      |
| 2011/12 | Manchester City          | Engeland    | Premier League | 1    | 0      |
| 2011/12 | → Portsmouth FC          | Engeland    | Championship   | 3    | 0      |
| 2011/12 | → Brighton & Hove Albion | Engeland    | Championship   | 6    | 0      |
| 2012/13 | Manchester City          | Engeland    | Premier League | 3    | 0      |
| 2012/13 | → Charlton Athletic      | Engeland    | Championship   | 2    | 0      |
| 2013/14 | Anzji Machatsjkala       | Rusland     | Premier Liga   | 7    | 0      |
| 2013/14 | West Ham United          | Engeland    | Premier League | 0    | 0      |
| 2014/15 | OFI Kreta                | Griekenland | Super League   | 9    | 0      |
| 2014/15 | Doncaster Rovers FC      | Engeland    | League One     | 9    | 0      |
| 2016    | AFC United               | Zweden      | Superettan     | 12   | 0      |
| 2017    | IFK Göteborg             | Zweden      | Allsvenskan    | 5    | 0      |
| 2017    | → AFC Eskilstuna         | Zweden      | Allsvenskan    | 9    | 0      |
| 2018    | IK Sirius                | Zweden      | Allsvenskan    | 12   | 0      |
| 2019    | IK Sirius                | Zweden      | Allsvenskan    | 4    | 1      |
| Totaal  | Totaal                   | Totaal      | Totaal         | 83   | 1      |